# Corylophomyces sericoderi
Corylophomyces sericoderi är en svampart som först beskrevs av Santam., och fick sitt nu gällande namn av R.K. Benj. 1994. Corylophomyces sericoderi ingår i släktet Corylophomyces och familjen Laboulbeniaceae.   Inga underarter finns listade i Catalogue of Life.